# Rockenmühle
Rockenmühle ist ein Wohnplatz  in der Gemeinde Jelmstorf im niedersächsischen Landkreis Uelzen und gehört zum Ortsteil Addenstorf.

## Geografie und Verkehrsanbindung
Rockenmühle liegt südwestlich des Kernortes Jelmstorf an der Verbindungsstraße zwischen Varendorf und Seedorf (K49). Die Bundesstraße 4 verläuft östlich. Durch Rockenmühle fließt der Barum-Bienenbütteler Mühlenbach, der bei Bienenbüttel in die Ilmenau mündet.
Rockenmühle ist durch eine Buslinie an die umliegenden Orte angeschlossen.
Die Mühle und das Wohngebäude der ehemaligen Wassermühle liegt in einer Senke gegenüber vom Mühlenteich, der durch das Wasser des B.-B.-Mühlenbaches und auch durch eigene Quellen gespeist wird.

## Geschichte der Rockenmühle
Die Rockenmühle soll schon um 900 zum Besitz der Billunger – einem sächsischen Adelsgeschlecht mit Herrschaftszentrum in Lüneburg – gehört haben. Die Ritter Otto und Heinrich von Schwerin verkauften sie 1339 an das Kloster Medingen. Im Zuge der Säkularisation durch Herzog Ernst der Bekenner wurde die Mühle 1542 landesherrschaftlich und gehörte zum Amt Medingen. Es werden seit 1528 wechselnde Pächter genannt, die die Mühle – teilweise mit einem Pachtvertrag auf Lebenszeit – betrieben. Sie ging 1746 gegen eine jährliche Rente in königlich-hannoversche Verfügungsgewalt über. Die Pächter sollen ihrer Verpflichtung zur Instandhaltung der Mühle nur unzureichend nachgekommen sein, so dass sie 1750 von Amts wegen als baufällig erklärt und schließlich gegen den Willen des Pächters abgerissen wurde.
Rockenmühle wurde als Kornmühle errichtet, aber nicht nur als Kornmühle wurde sie genutzt, sondern auch als Bokemühle und Ölmühle. Über die Jahre hat Rockenmühle eine wechselvolle Geschichte hinter sich. Rockenmühle an dem jetzigen Ort wurde 1838 errichtet. Johann Heinrich Heitsch, Sohn des Carl Wilhelm Heitsch, konnte nach diversen Anläufen 1838 die Mühle, die zuvor an einer Stelle weiter flussabwärts bei der Wiese »Diekwisch« gestanden hatte, wieder aufbauen. Danach ging die Mühle in den Besitz seines Sohnes Heinrich August Heitsch über. Da dessen Ehe ohne männlichen Nachkommen blieb, bekam seine Tochter Mathilde die Mühle, die 1896 einen Johann Kiehn heiratete. Deren Tochter Elfriede wiederum heiratete einen Hermann Pulver. Zur Mühle gehörten auch Brennerei- und Schankgerechtsame (Krugrecht).
1930 stellte Frau Helmy Kiehn einen Antrag zur Weiterführung der Schankwirtschaft.
1933 kaufte der Bauer Alfred Hallensleben aus Varendorf Rockenmühle nebst Schankwirtschaft und zugehöriger Grundstücke. Nach seinem Tod übernahm seine Frau Alma Hallensleben die Rockenmühle; die Gastwirtschaft wurde zeitweilig verpachtet. Die Töchter Elisabeth und Renate erbten die Rockenmühle nebst allen Ländereien. Rockenmühle wurde in den Nachkriegsjahren verpachtet und hatte wechselvolle Pächter zu „überstehen“. Neben Pächtern, die eine Schankwirtschaft unterhielten, erfreute sich Rockenmühle auch zeitweise eines etwas anrüchigen Rufes, da das „Rote Licht“ Einzug hielt.
Solidere Pächter folgte: Der Komponist Clive Westlake mit Familie lebte einige Zeit in Rockenmühle, ein Schönheitsetablissement folgte und seit 1993 ist die Mühle mit den Ländereien in privatem Familienbesitz.

## Technik der Rockenmühle

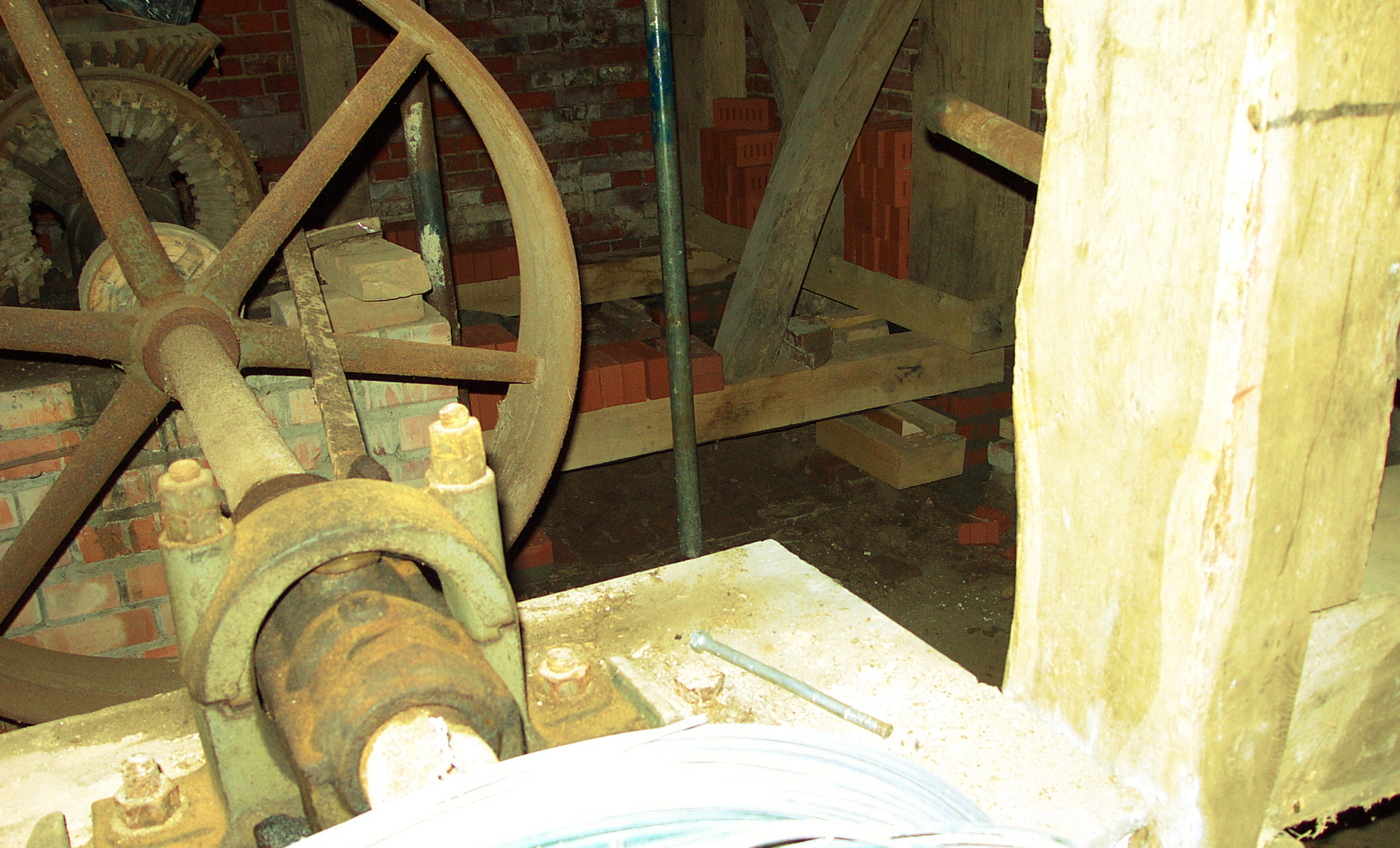
Rockenmühle, Technik im Inneren der Mühle

Zunächst wurde Rockenmühle mit einem Wasserrad betrieben; dazu wurde der Teich angestaut und im Schwallbetrieb wurde die Kraft des angestauten Wassers genutzt. Später wurde die Technik modernisiert und der Antrieb erfolgte durch Turbinen, die ebenfalls mit Wasserkraft angetrieben wurden. Das Mühlenrad war noch lange Jahre am Ufer zu sehen.